# 롤링 스톤스 이동식 스튜디오

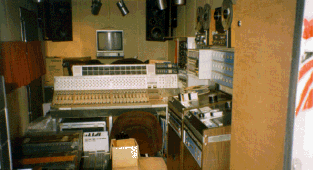
스튜디오 내부

롤링 스톤스 이동식 스튜디오(Rolling Stones Mobile Studio)는 영국 록 밴드 롤링 스톤스가 소유한 이동식 녹음 스튜디오다. 다양한 밴드 및 아티스트가 음악을 이곳을 사용해 녹음했으며, 다이어 스트레이츠, 딥 퍼플, 루 리드, 밥 말리, 호스립스, 플리트우드 맥, 배드 컴퍼니, 스테이터스 큐, 레드 제플린, 퀸, 아이언 메이든, 위시본 애쉬, 롤링 스톤스 본인들이 해당한다. 스튜디오는 캘거리의 국립뮤직센터에서 획득한 상태다.

## 이동식 스튜디오 프로젝트의 대표작

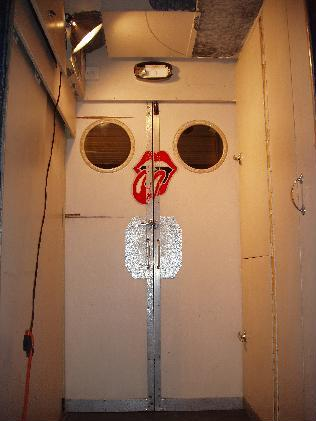
스튜디오 입구

### 싱글
- 〈Smoke on the Water〉 – 딥 퍼플
- 〈No Woman, No Cry〉 – 밥 말리 앤 더 웨일러스
- 〈Bring Your Daughter... to the Slaughter〉 – 아이언 메이든

### 음반
- 1970: 《Led Zeppelin III》 – 레드 제플린
- 1971: 《Sticky Fingers》 – 롤링 스톤스
- 1971: 《Led Zeppelin IV》 – 레드 제플린
- 1972: 《Machine Head》 – 딥 퍼플
- 1972: 《Exile on Main St.》 – 롤링 스톤스
- 1972: 《Happy to Meet – Sorry to Part》 – 호스립스
- 1973: 《Uriah Heep Live (더블 음반)》 – 유라이어 힙
- 1973: 《Houses of the Holy》 – 레드 제플린
- 1973: 《Live Dates》 – 위시본 애쉬
- 1973: 《Penguin》 – 플리트우드 맥
- 1973: 《Mystery to Me》 – 플리트우드 맥
- 1973: 《Recorded Live》 – 텐 이어즈 애프터
- 1973: 《Who Do We Think We Are》 – 딥 퍼플
- 1974: 《Burn》 – 딥 퍼플
- 1975: 《Physical Graffiti》 – 레드 제플린
- 1975: 《Live!》 – 밥 말리 앤 더 웨일러스
- 1975: 《Run with the Pack》 – 배드 컴퍼니
- 1977: 《Live!》 – 스테이터스 큐
- 1977: 《Moonflower》 – 산타나
- 1979: 《Life in a Day》 – 심플 마인즈
- 1981: 《Rocket 88》 – 로켓 88
- 1983: 《Alchemy: Dire Straits Live》 – 다이어 스트레이츠
- 1985: 《A Physical Presence》 – 레벨 42
- 1990: 《No Prayer for the Dying》 – 아이언 메이든